# Ashley Drane
Maria Ashley Drane (Louisville, Kentucky, 22 de setembro de 1981) é uma atriz estadunidense.

## Filmografia

### Televisão
Teleséries
- 2006 That's So Raven como Muffy
- 2006 Phil of the Future como Grace
- 2005 Hot Properties como Nancy
- 2004 Strong Medicine como Becca
- 2004 Drake & Josh como Susan
- 2003 That '70s Show como Julie
- 2001 JAG como Lisa Rossbach

Telefilmes
- 2002 The Brady Bunch in the White House como Jan Brady

Esquetes
- 2004 Blue Collar TV
- 2002 The Rerun Show

### Cinema
- 2019 Star Wars - The Rise of Skywalker como a voz de Ahsoka Tano
- 2007 Alice Upside Down como Srta. Cole
- 2007 Sydney White como Alicia
- 2003 Ancient Warriors como Dylan Paccione